# Lacus Temporis
 (novembre 2023).
Si vous disposez d'ouvrages ou d'articles de référence ou si vous connaissez des sites web de qualité traitant du thème abordé ici, merci de compléter l'article en donnant les références utiles à sa vérifiabilité et en les liant à la section « Notes et références ».

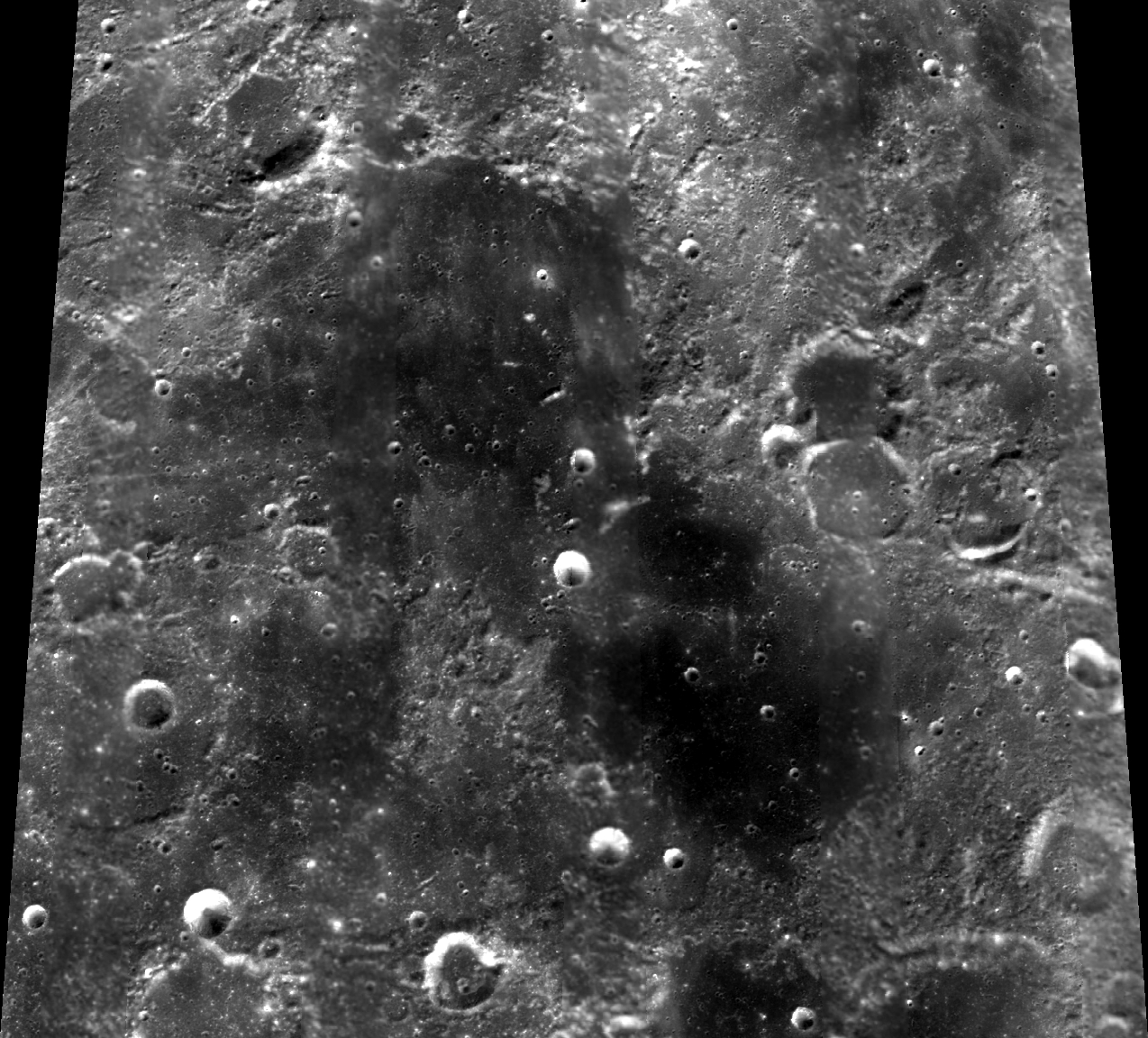
Lacus Temporis

Lacus Temporis (le lac du temps en latin) est un petit lac lunaire situé dans le quadrant nord-est de la face visible de la Lune. Ses coordonnées sélénographiques sont 45,9, 58,4 pour un diamètre de 117 km.
Cette mer se compose de deux parties relativement circulaires et lisses, dont l'intersection héberge deux petits cratères en bol.
À proximité, se trouvent les cratères Chevallier (au Sud-Ouest) et Carrington (au Sud-Est).